# Kanton Villeneuve-sur-Lot-Sud
Kanton Villeneuve-sur-Lot-Sud (francouzsky Canton de Villeneuve-sur-Lot-Sud) je francouzský kanton v departementu Lot-et-Garonne v regionu Akvitánie. Tvoří ho šest obcí.

## Obce kantonu
- Bias
- Pujols
- Saint-Antoine-de-Ficalba
- Sainte-Colombe-de-Villeneuve
- Sembas
- Villeneuve-sur-Lot (jižní část)